# Sumburgh
Sumburgh ist ein Ort auf der Shetlandinsel Mainland mit etwa 100 Einwohnern und gehört zur Civil parish Dunrossness. Es liegt am südlichen Ende der Insel am Sumburgh Head. Der Flughafen Sumburgh liegt etwas außerhalb des Dorfes. Der Jarlshof liegt westlich von Sumburgh, neben dem Sumburgh Hotel.

## Sehenswürdigkeiten
- das Sumburgh Head Lighthouse steht auf den Sumburgh Head
- der Jarlshof und der Broch von Clumlie sind bekannte prähistorische archäologische Stätten.

## Galerie

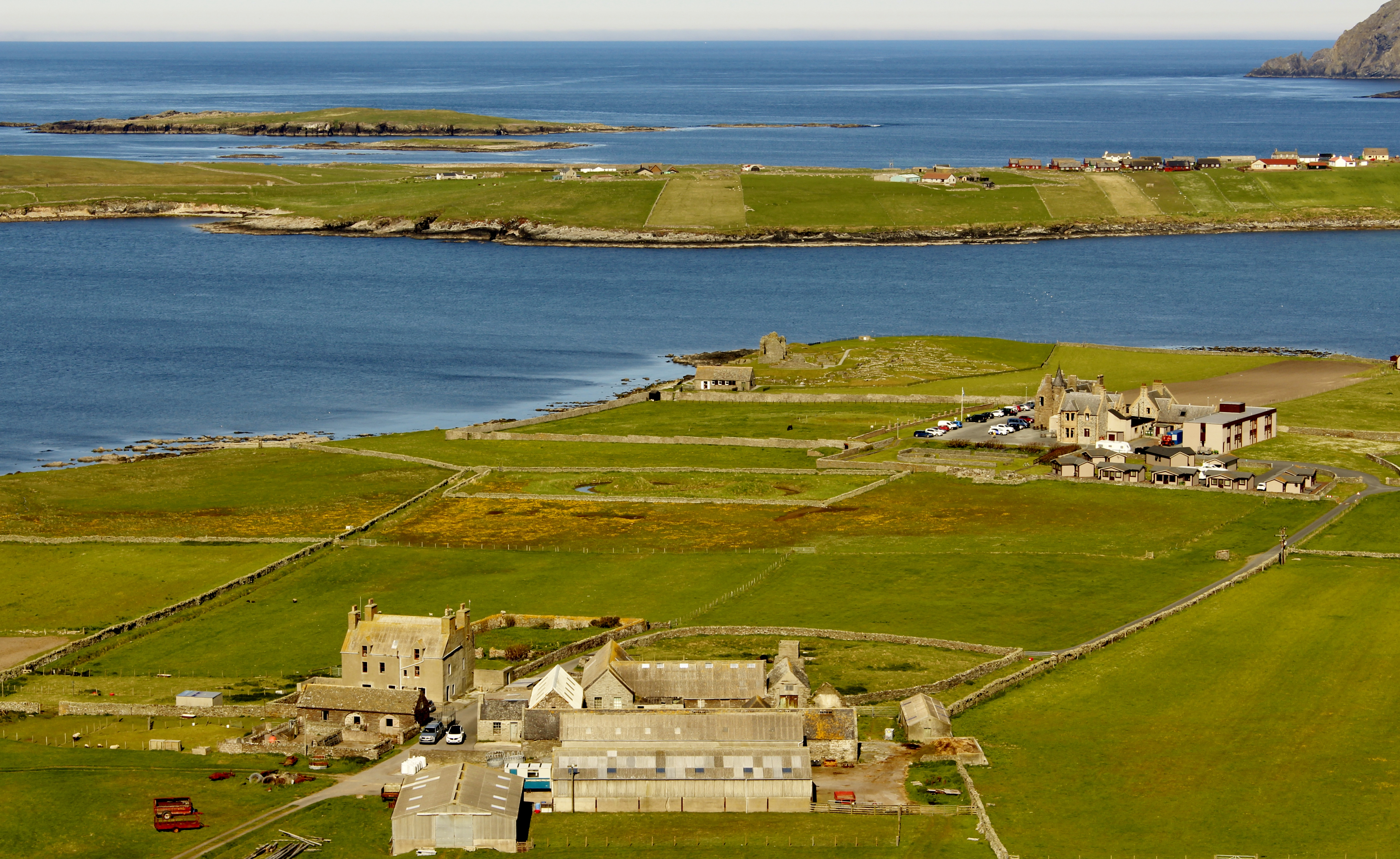
Sumburgh Farm & Hotel
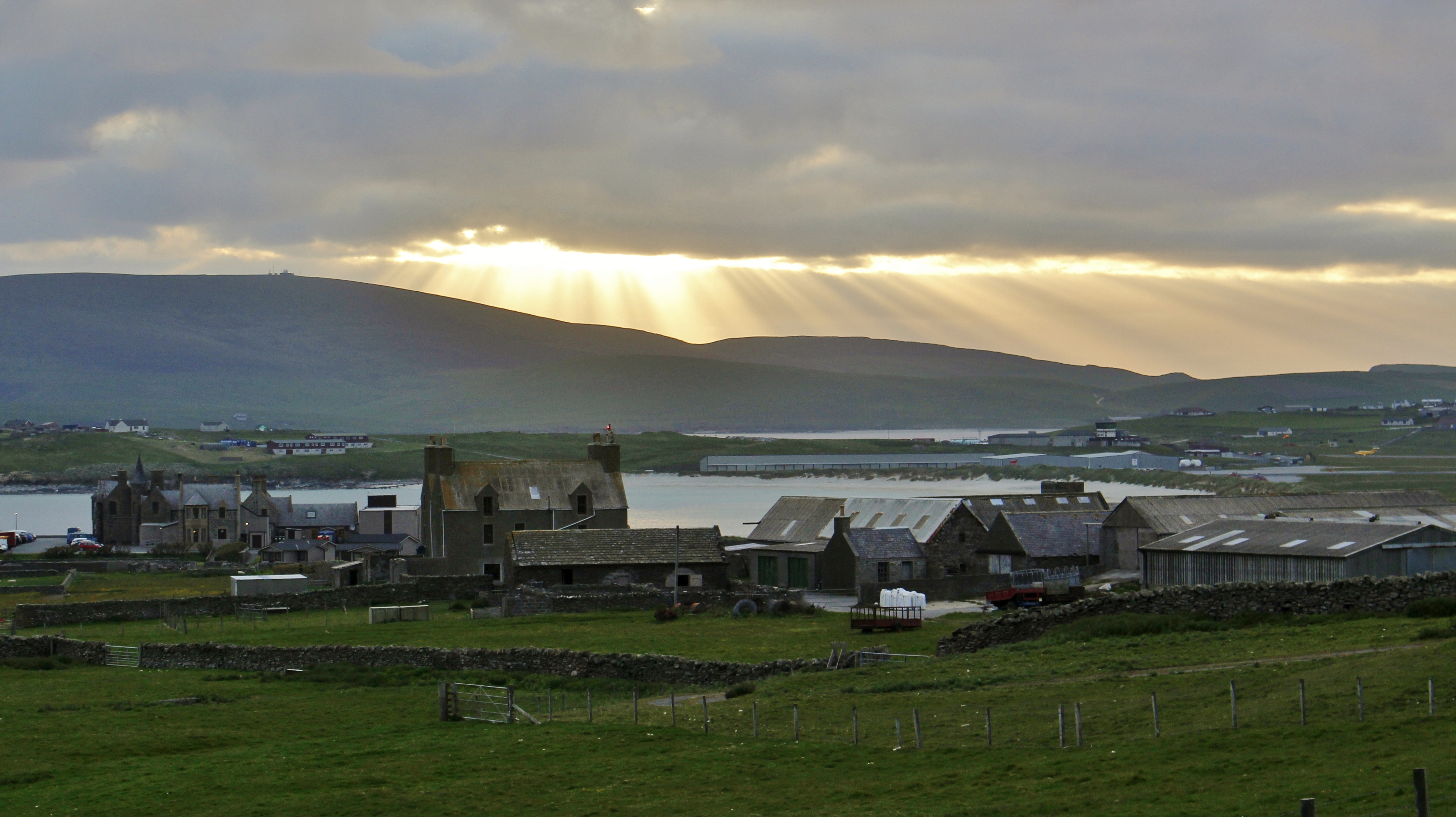
Sumburgh mit Blick auf den Flughafen
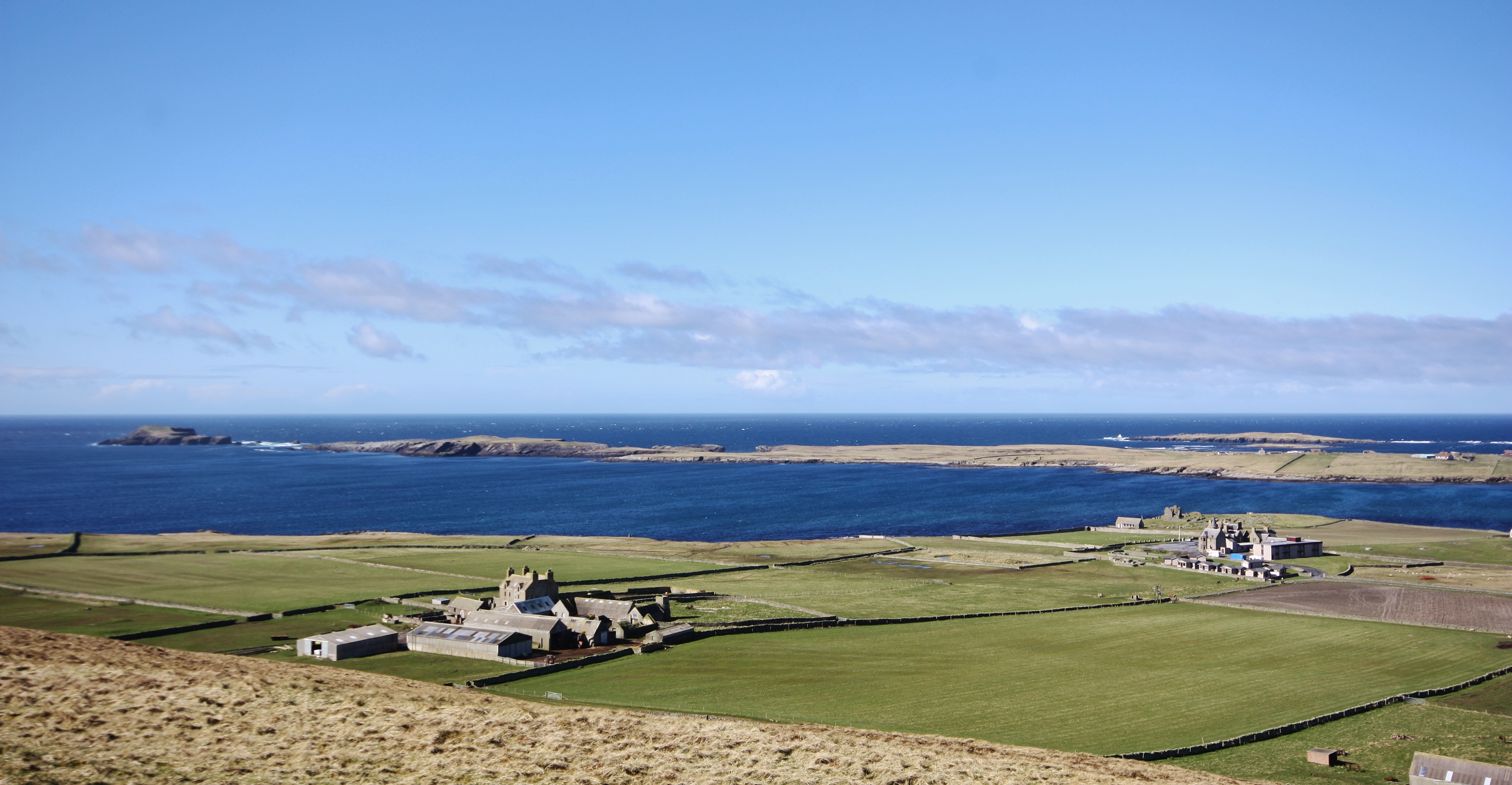
Blick über Sumburgh

## Nachweise
1. ↑  Details von Sumburgh, abgerufen am 26. Juli 2017.